# IC 1409
IC 1409 је спирална галаксија у сазвјежђу Водолија која се налази на листи објеката дубоког неба у Индекс каталогу.
Деклинација објекта је - 7° 29' 59" а ректасцензија 21h 53m 19,5s. Привидна величина (магнитуда) објекта IC 1409 износи 15,2 а фотографска магнитуда 16,0.